# Lovers Courageous
Lovers Courageous is een Amerikaanse dramafilm uit 1932 onder regie van Robert Z. Leonard.

## Verhaal
Een Engelsman droomt ervan om toneelschrijver te worden. Hij leert de dochter van een admiraal kennen. Ze worden verliefd, maar hij is arm en zij is al uitgehuwelijkt aan een opschepperige edelman die alleen denkt aan jagen.

## Rolverdeling
| Acteur              | Personage       |
| ------------------- | --------------- |
| Robert Montgomery   | Willie          |
| Madge Evans         | Mary            |
| Roland Young        | Jeffrey         |
| Frederick Kerr      | Admiraal        |
| Reginald Owen       | Jimmy           |
| Beryl Mercer        | Mevrouw Smith   |
| Evelyn Hall         | Mevrouw Blayne  |
| Halliwell Hobbes    | Mijnheer Smith  |
| Jackie Searl        | Willie als kind |
| Norman Phillips jr. | Walter als kind |
| Alan Mowbray        | Lamone          |